# Ilybius ater
Ilybius ater là một loài bọ cánh cứng bản địa của miền Cổ bắc, bao gồm châu Âu và Cận Đông. Ở châu Âu, nó được tìm thấy ở Albania, Áo, Belarus, Bỉ, Bosna và Hercegovina, Quần đảo Anh, Bulgaria, Quần đảo Eo Biển, Croatia, Cộng hòa Séc, mainland Đan Mạch, Estonia, Phần Lan, chính quốc Pháp, Đức, mainland Hy Lạp, Hungary, Ireland, chính quốc Ý, Kaliningrad, Latvia, Liechtenstein, Litva, Luxembourg, Bắc Ireland, mainland Na Uy, Ba Lan, Nga, Slovakia, Slovenia, Thụy Điển, Thụy Sĩ, Hà Lan và Ukraina.

## Hình ảnh

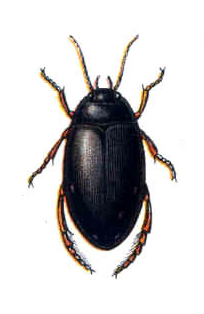
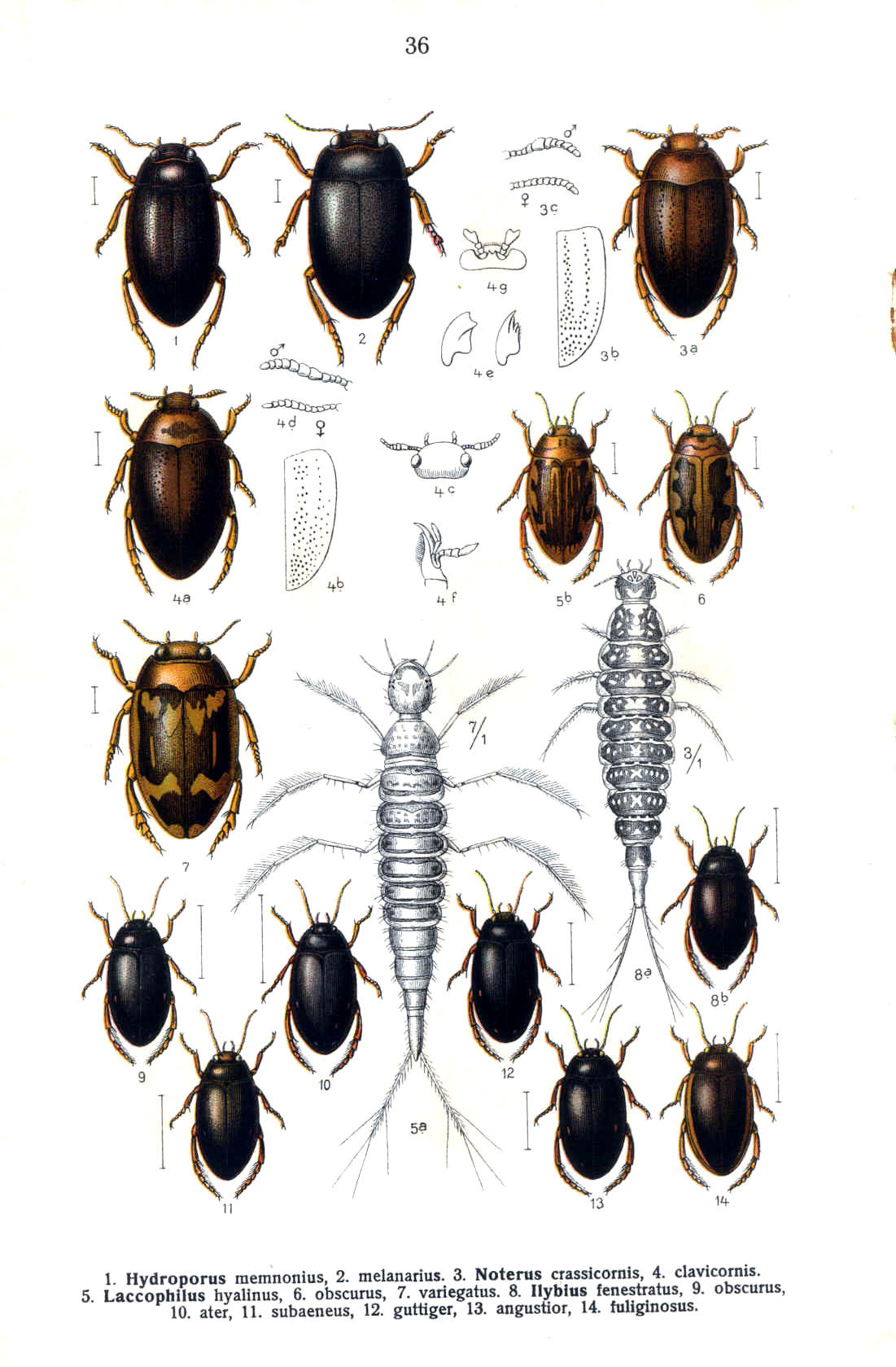